# Pleasanton (Texas)
Pleasanton es una ciudad situada en el condado de Atascosa, Texas, Estados Unidos. Tiene una población estimada, a mediados de 2023, de 11 195 habitantes.

## Geografía
La localidad está ubicada en las coordenadas 28°57′51″N 98°29′44″O / 28.96417, -98.49556 (28.964207, -98.49569). Según la Oficina del Censo, tiene una superficie de 23.26 km², correspondientes en su totalidad a tierra firme.

## Demografía
Según el censo de 2020, en ese momento la localidad tenía una población de 10 648 habitantes. La densidad de población era de 460 hab./km².
| Raza                   | Núm. | Porc.  |
| ---------------------- | ---- | ------ |
| Blancos                | 6588 | 61.87% |
| Afroamericanos         | 97   | 0.91%  |
| Amerindios             | 87   | 0.82%  |
| Asiáticos              | 56   | 0.53%  |
| Isleños del Pacífico   | 5    | 0.05%  |
| De otras razas         | 1427 | 13.40% |
| De una mezcla de razas | 2388 | 22.43% |

Del total de la población, el 55.15% eran hispanos o latinos de cualquier raza.